# Візити Володимира Зеленського до країн Європи у травні 2023
У травні 2023 року президент України Володимир Зеленський здійснив кілька неоголошених поїздок до багатьох європейських країн. 3 травня Зеленський вирушив до Фінляндії, де зустрівся з прем'єр-міністрами країн Північної Європи. 4 травня Зеленський вирушив до Нідерландів, де зустрівся з прем'єр-міністрами Бельгії та Нідерландів, а також відвідав Міжнародний кримінальний суд.
З 13 до 15 травня Зеленський відвідав п'ять різних європейських країн: Італію, Ватикан, Німеччину, Францію та Велику Британію, зустрівшись з лідерами кожної з них.

## Передумови
24 лютого 2022 року Росія розпочала повномасштабне вторгнення в Україну в ході значної ескалації російсько-української війни, яка почалася у 2014 році. Зеленський здійснив низку міжнародних поїздок з початку вторгнення, у тому числі в США у 2022 та до Великої Британії у лютому 2023.

## 3— 4 травня

### Фінляндія
3 травня Президент України прибув до Фінляндії. Володимир Зеленський провів переговори зі своїм фінським колегою Саулі Нііністьо, спікером парламенту та наступним прем'єр-міністром Петтері Орпо.
Президент також взяв участь у саміті Україна — Північна Європа. Зустріч лідерів України та п’яти країн Північної Європи була організована для подальшої координації військової допомоги Україні, європейської та євроатлантичної інтеграції України. За результатами була оголошена спільна заяву.
На полях саміту Глава держави провів окремі двосторонні зустрічі з прем'єр-міністрами Данії, Ісландії, Норвегії та Швеції.

### Нідерланди
Увечері 3 травня після візиту до Фінляндії президент України Володимир Зеленський прибув до Нідерландів із першим в статусі президента візитом.
Український лідер зустрівся з прем’єр-міністром Нідерландів Марком Рютте, міністром закордонних справ Вопке Гукстрою та міністром оборони Кайсою Оллонґрен. На зустрічі Зеленського з Рютте також був присутній Прем'єр-міністр Бельгії Александер Де Кроо.
Також Зеленський виступив із промовою під назвою "Немає миру без справедливості" та відвідав Міжнародний кримінальний суд в Гаазі.

## 13— 15 травня

### Італія

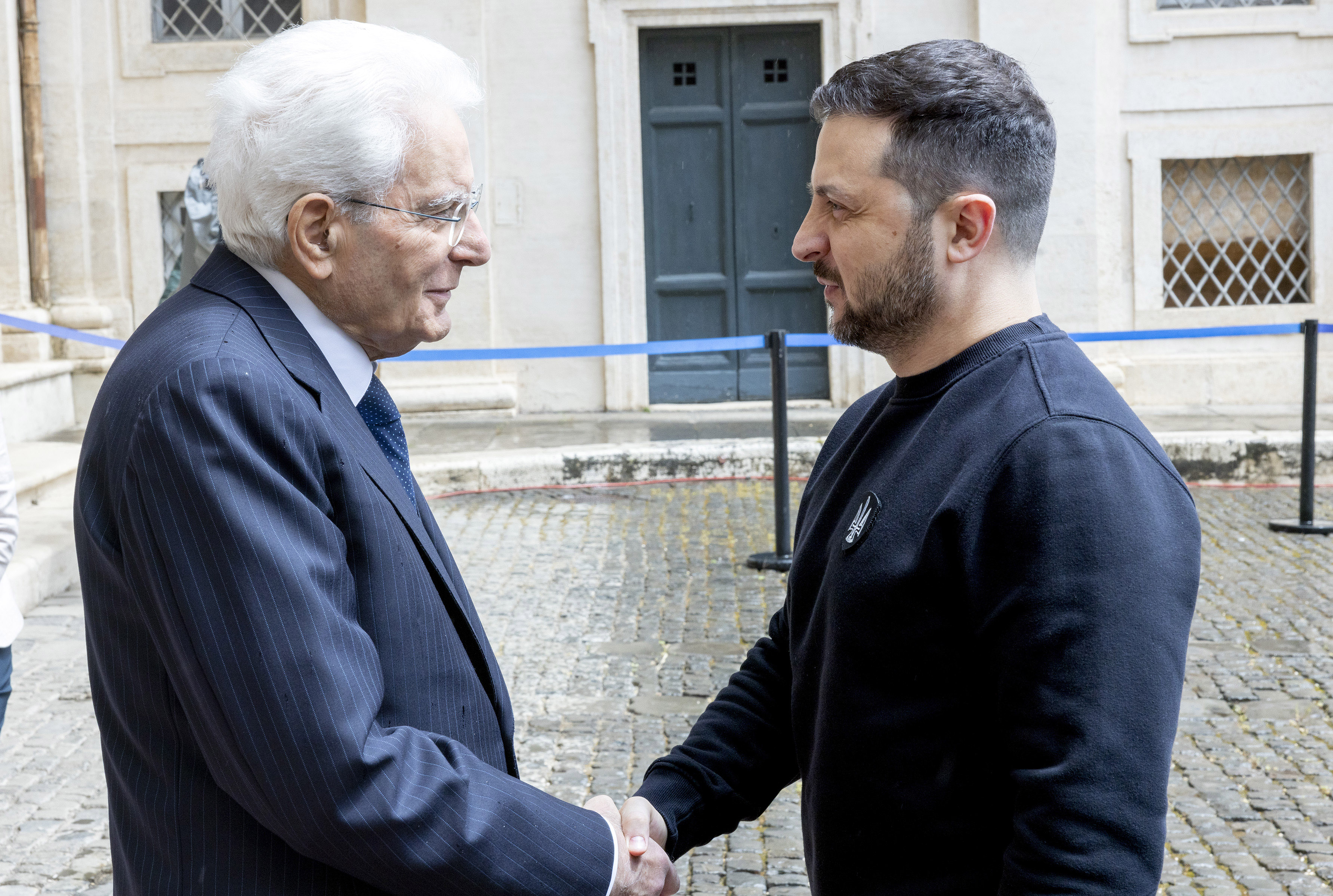
Зеленський та Маттарелла в Римі 13 травня

13 травня президент України Володимир Зеленський здійснив офіційний візит до столиці Італії Риму.
Президент Італії Серджо Матарелла зустрів Володимира Зеленського у своїй офіційній резиденції — Квіринальському палаці. Розмова двох лідерів тривала близько 25 хвилин.
У Палаццо Кіджі Володимир Зеленський провів зустріч із прем'єр-міністеркою Джорджією Мелоні.
"Сьогодні ми обговорили нашу співпрацю, зокрема, безпекову, військову. Є дуже важливі рішення щодо захисту нашого неба", — сказав після переговорів український лідер. За словами президента, на зустрічі також йшлося про реалізацію української “формули миру”.
Очільниця італійського уряду заявила, що вона впевнена у майбутній перемозі України. Мелоні зазначила, що її уряд буде працювати з союзниками, щоб надати додаткову військову допомогу Україні.

### Ватикан
Подорожуючи машиною з Риму до Ватикану, Зеленський зустрівся з Папою Франциском, де вони обговорили шляхи до миру в війні України з Росією, що тривала протягом 40-хвилинної зустрічі. Зустріч відбулася після коментарів, зроблених Франциском раніше того ж року, де він натякнув, що Ватикан виступає у ролі посередника у мирних переговорах між Росією та Україною. Також президент поінформував папу Римського про формулу миру як, за його словами, «єдиний дієвий алгоритм досягнення справедливого миру, і запропонував приєднатися до її реалізації» та попросив його засудити військові злочини, скоєні росіянами. Вони також обговорили гуманітарну ситуацію, з якою зіткнулися діти в Україні: приблизно десять тисяч людей було депортовано до Росії під час війни, про що Френсіс вже висловлював занепокоєння раніше.

### Німеччина
На наступний день Зеленський прибув до Німеччині вперше після того, як Росія почала повномасштабне військове вторгнення в Україну.
Зеленський зустрівся з президентом країни Франком-Вальтером Штайнмаєром і подякував Німеччині за підтримку.
“У найскладніший час сучасної історії України пишаємося тим, що Німеччина є нашим справжнім другом і надійним союзником. Разом ми переможемо і повернемо мир до Європи”, – написав очільник України у книзі гостей президентства Німеччини.
Зустріч глав держав відбулася у форматі віч-на-віч та у складі делегацій.
Пізніше Канцлер Німеччини Олаф Шольц зустрів Володимира Зеленського з військовими почестями у своїй канцелярії в Берліні.
Після розмови Зеленського і Шольца і ще одного раунду переговорів у ширшому колі має відбутися пресконференція двох лідерів. Заплановані консультації за участю Зеленського спільно з Шольцом, міністром оборони Борисом Пісторіусом, міністеркою внутрішніх справ Ненсі Фезер і міністеркою закордонних справ Анналеною Бербок.
Пізніше вони полетіли до Аахену де Зеленському як представнику всього українського народу вручили престижну Премію імені Карла Великого.

### Франція
Залишивши Німеччину в ніч на 14 травня, Зеленський вилетів французьким урядовим літаком і приземлився в Парижі. Зеленський зустрівся з президентом Емманюелем Макроном в Єлисейському палаці за тригодинною вечерею. Макрон запевнив, що найближчими тижнями буде оголошено про нові поставки в Україну систем ППО, танків і бронетранспортерів, у тому числі французьких AMX-10 RC.

### Велика Британія

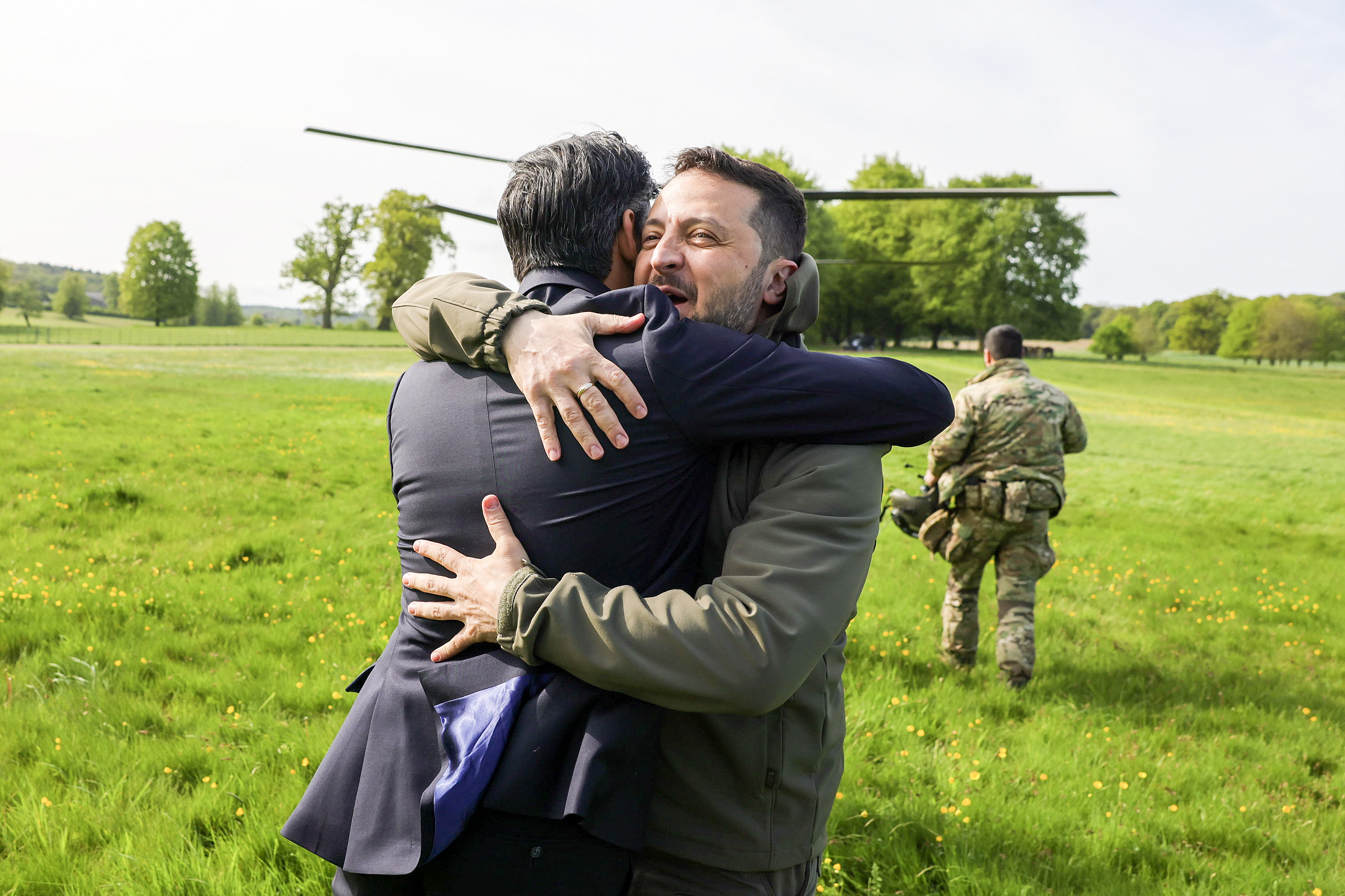
Зеленський та Сунак 15 травня

Останньою країною в європейському турне президента України була Велика Британія. Володимир Зеленський провів зустріч із Прем'єр-міністром Сполученого Королівства Ріші Сунаком.
Глава Української держави висловив подяку очільнику британського уряду та всьому народу Великої Британії за підтримку України.
Зі свого боку Ріші Сунак зазначив, що для нього честь і задоволення вітати знову Володимира Зеленського у Великій Британії.
«Сьогодні Україна хоробро протистоїть російській агресії. І ми мали чудову нагоду поговорити про підтримку, яку надає Велика Британія Україні не лише зараз, а й на майбутнє», – наголосив він.
Вони також обговорили постачання винищувачів, а Сунак пообіцяв більше безпілотних літальних апаратів та ракет ППО, включаючи крилаті ракети Storm Shadow.